# Dante Di Loreto
Dante Di Loreto (Santa Barbara, 3 aprile 1956) è un produttore televisivo e produttore cinematografico statunitense.

## Biografia
Figlio di Silvio di Loreto, conosciuto come "Godfather of Real Estate" per la sua attività nel settore immobiliare. È cresciuto a Santa Barbara, California, dove ha studiato presso l'Università della California, Santa Barbara, ottenendo un Bachelor of Arts. Nel 1991 ha inoltre conseguito un Master of Fine Arts alla AFI Conservatory, scuola di cinema dell'American Film Institute.
Verso la metà degli anni Ottanta cerca di intraprendere la carriera di attore, partecipando al film Toccato! e ottenendo piccoli ruoli in serie televisive come Avvocati a Los Angeles e Cin cin. Nei primi anni Novanta inizia l'attività di produttore. Di Loreto ha supervisionato le produzioni cinematografiche e teatrali per la Bill Kenwright Ltd., la più grande società di produzione nel Regno Unito. Nel corso degli anni ha prodotto diversi progetti per la televisione e il cinema; i suoi crediti di produzione includono Non per sport... ma per amore, Temple Grandin - Una donna straordinaria, Viva Cuba e Piccole bugie travestite. Quest'ultimo ha vinto il "Gran Premio della Giuria" al Sundance Film Festival 2003.
Di Loreto ha collaborato con Ryan Murphy alla realizzazione di numerosi progetti, tra i più noti le serie televisive Glee e American Horror Story e il film TV The Normal Heart. Ha inoltre lavorato a The New Normal e The Glee Project. Ha debuttato alla regia nella sesta stagione di Glee, dirigendo l'episodio Transitioning.
Di Loreto attualmente vive a Los Angeles ed è Presidente della Ryan Murphy Television.

## Premi
- Primetime Emmy Awards 2010 - Miglior film TV per Temple Grandin - Una donna straordinaria
- Primetime Emmy Awards 2014 - Miglior film TV per The Normal Heart